# Agustín Orión
Agustín Ignacio Orión (Buenos Aires, 26 giugno 1981) è un ex calciatore argentino, di ruolo portiere. Con la nazionale argentina è stato vicecampione del Mondo nel 2014.

## Carriera

### Club
Cresciuto nelle giovanili del San Lorenzo, fa il suo debutto in primera división il 27 febbraio 2005. Per alcuni anni è rimasto riserva di Sebastián Saja sinché nel 2007 è riuscito a diventare titolare dopo che quest'ultimo si è trasferito al Grêmio. Lo stesso anno ha conquistato il Torneo di Clausura.
Le sue buone prestazioni richiamarono l'attenzione dei club europei e nell'agosto 2007 arrivò una prima offerta di 2,8 milioni di euro da parte del Racing Santader, mentre nel gennaio 2008 fu il Napoli (che aveva acquistato sei mesi prima il suo compagno di squadra Ezequiel Lavezzi) a offrire 5 milioni per il giocatore. Il San Lorenzo rifiutò entrambe le offerte su richiesta dell'allenatore Ramon Díaz, e questo iniziò ad incrinare il rapporto fra Orión e il club rossoblu.
La crisi fra il giocatore e il club ebbe il suo culmine durante il Torneo di Apertura 2008, a causa delle sue richieste di aumento dello stipendio. Nel successivo Torneo di Clausura Orión fu messo fuori rosa e successivamente ceduto all'Estudiantes in prestito.
Con la maglia biancorossa Oriòn vinse il Torneo di Apertura 2010, per poi passare dopo un solo anno al Boca Juniors con cui ha subito conquistato il Torneo di Apertura 2011.

### Nazionale
Orión è stato convocato in nazionale per la prima volta da Alfio Basile, come terzo portiere per la Copa América 2007, dietro Roberto Abbondanzieri e Juan Pablo Carrizo.
Viene convocato da Alejandro Sabella nel 2011, in occasione di una doppia sfida amichevole contro la nazionale brasiliana, esordendo come titolare.

## Statistiche

### Presenze e reti nei club
Statistiche aggiornate al 2 settembre 2012.
| Stagione            | Squadra             | Campionato          | Campionato | Campionato | Coppe nazionali | Coppe nazionali | Coppe nazionali | Coppe continentali | Coppe continentali | Coppe continentali | Altre coppe | Altre coppe | Altre coppe | Totale | Totale |
| Stagione            | Squadra             | Comp                | Pres       | Reti       | Comp            | Pres            | Reti            | Comp               | Pres               | Reti               | Comp        | Pres        | Reti        | Pres   | Reti   |
| ------------------- | ------------------- | ------------------- | ---------- | ---------- | --------------- | --------------- | --------------- | ------------------ | ------------------ | ------------------ | ----------- | ----------- | ----------- | ------ | ------ |
| 2003-2004           | San Lorenzo         | PD                  | 0          | 0          | -               | -               | -               | -                  | -                  | -                  | -           | -           | -           | 0      | 0      |
| 2004-2005           | San Lorenzo         | PD                  | 13         | -15        | -               | -               | -               | -                  | -                  | -                  | -           | -           | -           | 13     | -15    |
| 2005-2006           | San Lorenzo         | PD                  | 5          | -2         | -               | -               | -               | -                  | -                  | -                  | -           | -           | -           | 5      | -2     |
| 2006-2007           | San Lorenzo         | PD                  | 20         | -17        | -               | -               | -               | -                  | -                  | -                  | -           | -           | -           | 20     | -17    |
| 2007-2008           | San Lorenzo         | PD                  | 35         | -43        | -               | -               | -               | -                  | -                  | -                  | -           | -           | -           | 35     | -43    |
| 2008-2009           | San Lorenzo         | PD                  | 25         | -27        | -               | -               | -               | -                  | -                  | -                  | -           | -           | -           | 25     | -27    |
| 2009- gen 2010      | San Lorenzo         | PD                  | 0          | 0          | -               | -               | -               | -                  | -                  | -                  | -           | -           | -           | ?      | ?      |
| Totale San Lorenzo  | Totale San Lorenzo  | Totale San Lorenzo  | 98         | -104       |                 |                 |                 |                    |                    |                    |             |             |             | 98     | -104   |
| gen-giu 2010        | Estudiantes         | PD                  | 17         | -11        | -               | -               | -               | -                  | -                  | -                  | -           | -           | -           | 17     | -11    |
| 2010-2011           | Estudiantes         | PD                  | 36         | -25        | -               | -               | -               | -                  | -                  | -                  | -           | -           | -           | 36     | -25    |
| Totale Estudiantes  | Totale Estudiantes  | Totale Estudiantes  | 53         | -36        |                 |                 |                 |                    |                    |                    |             |             |             | 53     | -36    |
| 2011-2012           | Boca Juniors        | PD                  | 35         | -17        | -               | -               | -               | -                  | -                  | -                  | -           | -           | -           | 35     | -17    |
| 2012-2013           | Boca Juniors        | PD                  | 0          | 0          | -               | -               | -               | -                  | -                  | -                  | -           | -           | -           | 0      | 0      |
| Totale Boca Juniors | Totale Boca Juniors | Totale Boca Juniors | 35         | -17        |                 |                 |                 |                    |                    |                    |             |             |             | 35     | -17    |
| Totale              | Totale              | Totale              | 186        | -157       |                 | ?               | ?               |                    | ?                  | ?                  |             | ?           | 0           | 186    | -157   |

### Cronologia presenze e reti in nazionale
| Cronologia completa delle presenze e delle reti in nazionale ― Argentina | Cronologia completa delle presenze e delle reti in nazionale ― Argentina | Cronologia completa delle presenze e delle reti in nazionale ― Argentina | Cronologia completa delle presenze e delle reti in nazionale ― Argentina | Cronologia completa delle presenze e delle reti in nazionale ― Argentina | Cronologia completa delle presenze e delle reti in nazionale ― Argentina | Cronologia completa delle presenze e delle reti in nazionale ― Argentina | Cronologia completa delle presenze e delle reti in nazionale ― Argentina |
| Data                                                                     | Città                                                                    | In casa                                                                  | Risultato                                                                | Ospiti                                                                   | Competizione                                                             | Reti                                                                     | Note                                                                     |
| ------------------------------------------------------------------------ | ------------------------------------------------------------------------ | ------------------------------------------------------------------------ | ------------------------------------------------------------------------ | ------------------------------------------------------------------------ | ------------------------------------------------------------------------ | ------------------------------------------------------------------------ | ------------------------------------------------------------------------ |
| 15-9-2011                                                                | Córdoba                                                                  | Argentina                                                                | 0 – 0                                                                    | Brasile                                                                  | Amichevole                                                               | -                                                                        |                                                                          |
| 29-9-2011                                                                | Belém                                                                    | Brasile                                                                  | 2 – 0                                                                    | Argentina                                                                | Amichevole                                                               | -2                                                                       |                                                                          |
| 22-11-2012                                                               | Buenos Aires                                                             | Argentina                                                                | 2 – 1                                                                    | Brasile                                                                  | Amichevole                                                               | -1                                                                       |                                                                          |
| Totale                                                                   |                                                                          | Presenze                                                                 | 3                                                                        |                                                                          | Reti                                                                     | -3                                                                       |                                                                          |

## Palmarès

### Club
- Campionato argentino: 4

San Lorenzo: Clausura 2007
Estudiantes de la Plata: Apertura 2010
Boca Juniors: Apertura 2011, 2015

### Individuale
- Equipo Ideal de América: 1

2012